# Homotherium
A Homotherium a ragadozók (Carnivora) rendjébe, ezen belül a macskafélék (Felidae) családjába és a kardfogú macskaformák (Machairodontinae) alcsaládjába tartozó nem. A kora pliocéntől a pleisztocén kor végéig éltek.

## Jellemzése
A Homotherium Afrikából, Eurázsiából és Észak-Amerikából ismert, és számos faját írták le. Valamennyinek jól fejlett és lapított felső szemfogai voltak, erős metszőfogai pedig lehetővé tették az izom letépését a zsákmány csontjairól. Hosszú mellső végtagú, zsákmányukat valószínűleg kitartóan üldöző, csoportosan vadászó ragadozók lehettek. Körülbelül 10 000 éve haltak ki az utolsó jégkorszak végén.

## Fajok
A Homotherium-fajok pontos száma bizonytalan, mivel nagyon sok hasonló, de meglehetősen hiányos példányt találtak, amelyek azonban méretükben és szemfoguk alakjában valamelyest különböznek. Figyelembe véve, hogy a mai párducformáknál is előfordulhatnak ilyen különbségek fajon belül, a fajok listája talán jelentősen szűkíthető. Az alábbi fajokat írták le ezidáig:
- Homotherium aethiopicum – Afrika
- Homotherium crenatidens – Eurázsia
- Homotherium crusafonti – Észak-Amerika (lelőhely: Nebraska)
- Homotherium hadarensis – Afrika
- Homotherium idahoensis – Észak-Amerika (lelőhely: Idaho)
- Homotherium ischyrus – Észak-Amerika
- Homotherium johnstoni – Észak-Amerika (lelőhely: Texas)
- Homotherium latidens – Eurázsia
- Homotherium nestianus – Eurázsia
- Homotherium nihowanensis – Eurázsia
- Homotherium sainzelli – Eurázsia
- Homotherium serum – Észak-Amerika (lelőhelyek szerte az Egyesült államokban)
- Homotherium ultimum – Eurázsia

## Képek

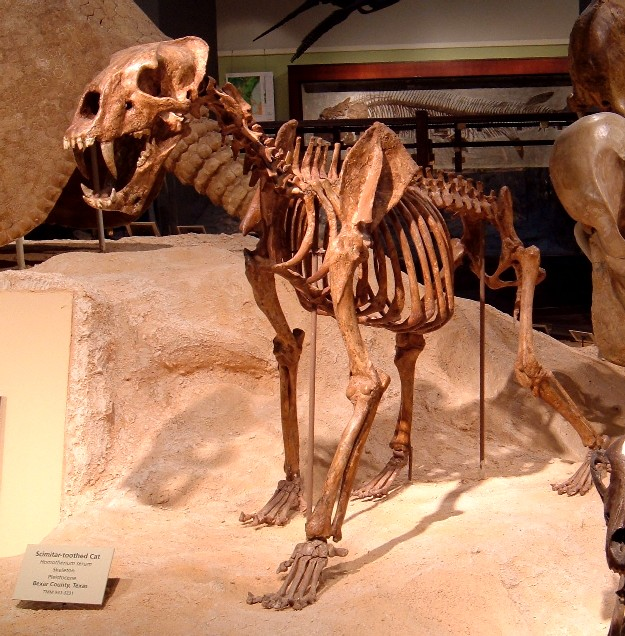
Homotherium serum csontváza
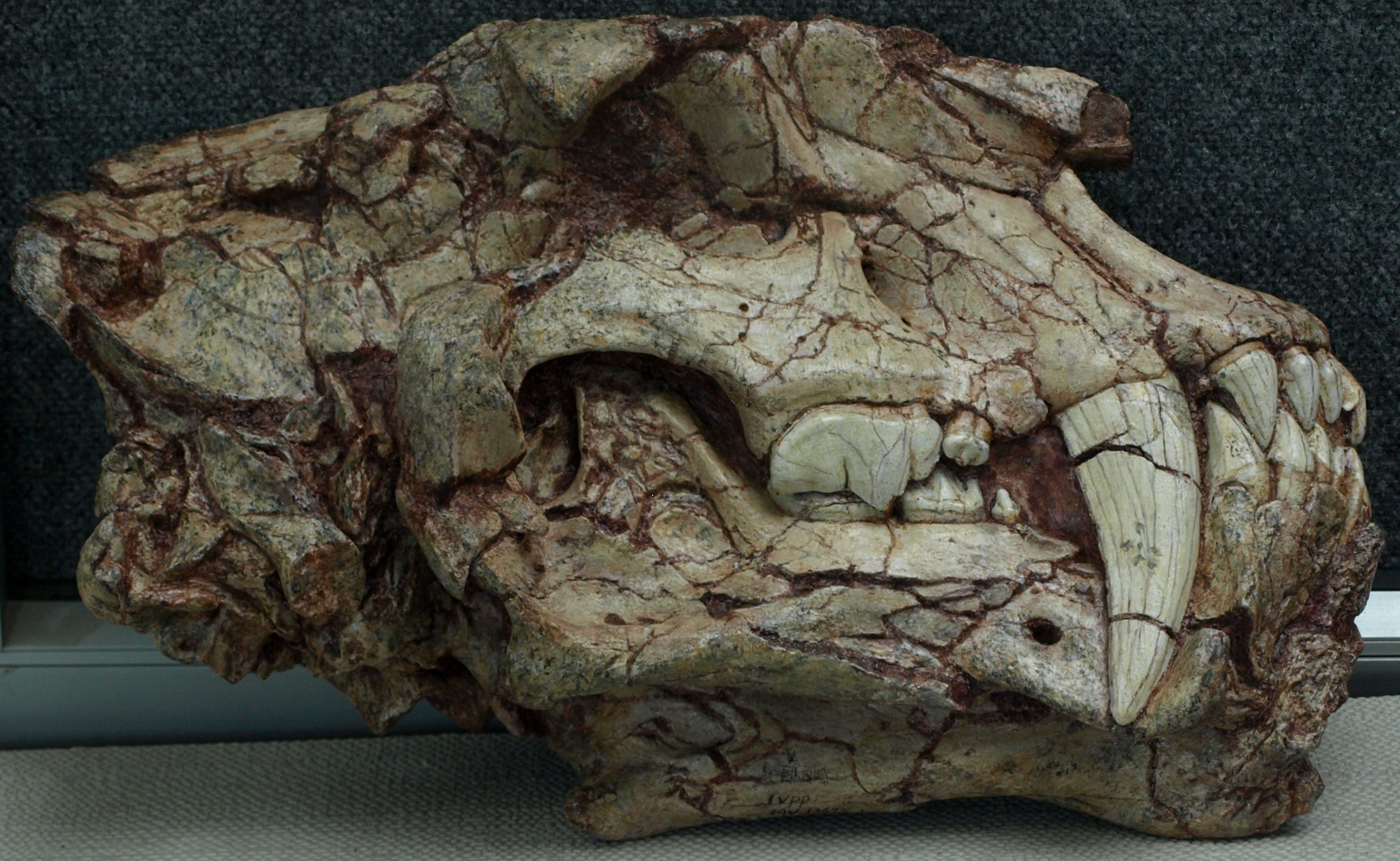
Homotherium crenatidens koponyája
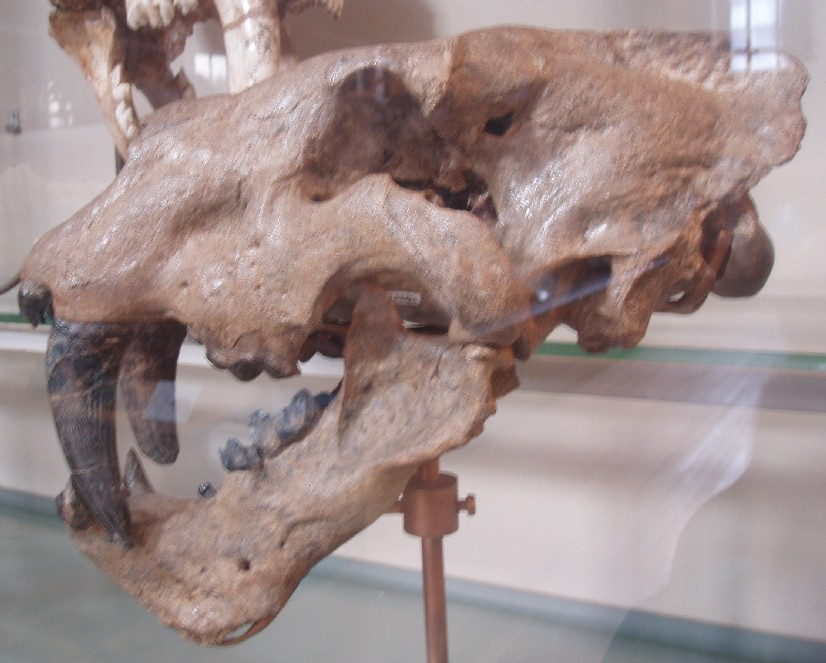
Homotherium crenatidens koponyája
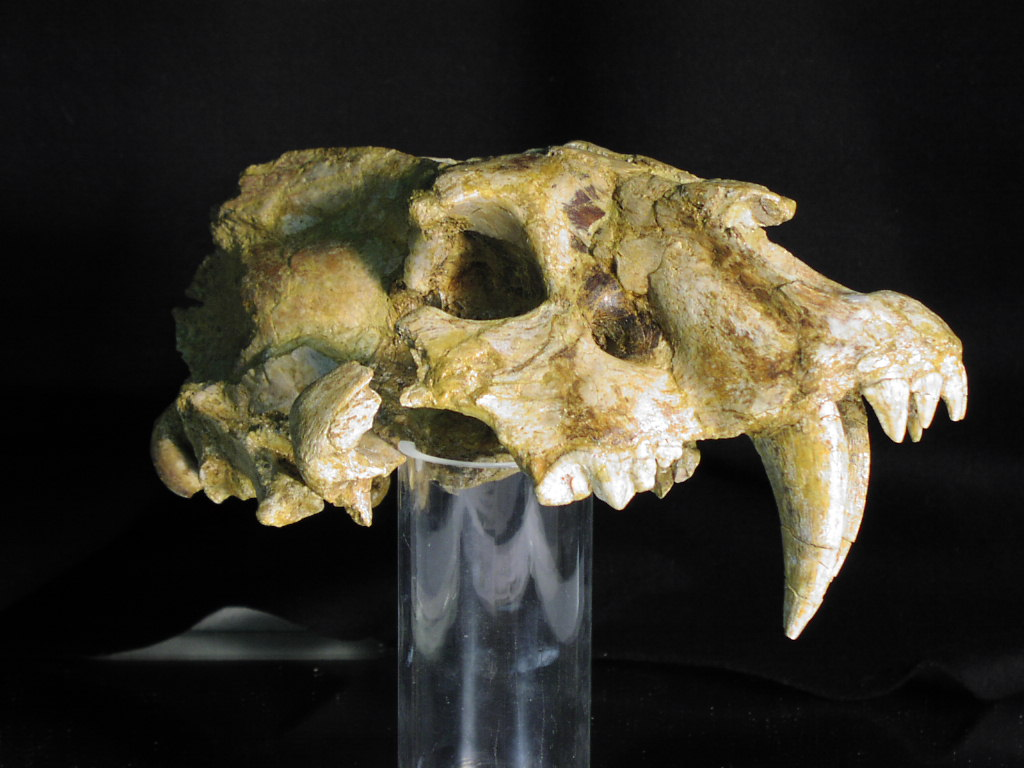
Homotherium latidens koponyája